# Myrian Serra
Myrian Thereza de Moura Serra é uma professora da Faculdade de Nutrição e ex-reitora da Universidade Federal de Mato Grosso, eleita em 2016 com 49,96% dos votos válidos.

## Carreira
Myrian é graduada em nutrição pela Universidade Federal de Mato Grosso, mestre em ciência da nutrição e doutora em alimentos e nutrição pela Universidade Estadual de Campinas. Professora associada da Faculdade de Nutrição, Universidade Federal de Mato Grosso. Realizou pesquisas sobre a caracterização química (carboidrato) de soja, no Instituto de Ciencia y Tecnologia de los Alimentos, Instituto Del Frio, ICTA, Espanha.
É líder do grupo de pesquisa Alimentos e Nutrição, cadastrado no CNPq.
Coordenou alguns projetos de pesquisas, tais como:
- Estudo da Composição e Propriedades Tecnológicas de Farinhas de Amaranto (amaranthus cruentu);
- Projeto Patrimônio Alimentar dos Povos Indígenas de Mato Grosso: uma possibilidade de revitalização das práticas alimentares tradicionais com ênfase no pescado;

Foi Pró-Reitora de Ensino de Graduação da UFMT (PROEG) e Coordenadora da Regional Centro Oeste do Fórum de Pró-reitores de Graduação das Universidades Brasileiras (FORGRAD) no período de 2008 a 2012.
Foi Pró-reitora de Assistência Estudantil da UFMT (PRAE) e foi Coordenadora Nacional do Fórum de Pró-reitores de Assuntos Estudantis - FONAPRACE na gestão 2014-2015.

## Vida pessoal
Em 10 de dezembro de 2016, ao participar das festividades de fim de ano da UFMT, Myrian Thereza de Moura Serra sofreu um AVC hemorrágico no teatro e foi socorrida pelo SAMU. Internada em estado grave na UTI de uma unidade de saúde particular de Cuiabá, ela passou por procedimento cirúrgico e continuou internada em ambiente hospitalar até dia 20 de janeiro de 2017, quando recebeu alta. Em fevereiro de 2020, renunciou ao cargo de reitora da Universidade Federal de Mato Grosso, alegando motivos pessoais.